# Симмс, Трэвис
Трэвис Симмс (англ. Travis Simms; 1 мая 1971, Норуолк, Коннектикут, США) — американский боксёр-профессионал, выступающий в 1-й средней весовой категории. Чемпион мира в 1-й средней (версия WBA, 2003-2004 и 2007) весовой категории.

### Интересные факты
Трэвис Симмс, вступивший в перепалку с полицейскими, был арестован в США 21 августа 2012 года.
Симмсу, к которому полиция вынуждена была применить электрошокер, предъявлены обвинения в нарушении общественного порядка. По данным полиции, 41-летний Симмс принимал участие в массовой потасовке, а также кричал на полицейских и сопротивлялся при попытке надеть на него наручники. Позже его выпустили под залог в 1000 долларов.
Симмс, носивший звание чемпиона мира в первом среднем весе по версии WBA, на протяжении двух лет работал в городском совете Норуолка.
В 2010 году боксер был арестован за драку со своим братом-близнецом Тарвисом.

## 1998—2007
Дебютировал в феврале 1998 года.
В декабре 2003 года победил непобежденного чемпиона мира в 1-м среднем весе по версии WBA Алехандро Гарсию.
В октябре 2004 года Симмс победил Бронко Маккарта. После этого боя Симмс был неактивен более 2-х лет.
В январе 2007 года он вернулся и нокаутировал чемпиона в 1-м среднем весе по версии WBA Хосе Антонио Риверу.

## 2007-07-07Трэвис Симмс —Жоашен Альсин
- Место проведения:  Харбор Ярд Арена, Бриджпорт, Коннектикут, США
- Результат: Победа Альсина единогласным решением в 12-раундовом бою
- Статус: Чемпионский бой за титул WBA в 1-м среднем весе (1-я защита Симмс)
- Рефери: Майк Ортега
- Счет судей: Гленн Фелдман (110-115), Том Казмарек (109-116), Джордж Дегэбриел (111-114) - все в пользу Альсина
- Вес: Симмс 69,20 кг; Альсин 69,10 кг
- Трансляция: Showtime
- Счёт неофициальных судей: Марк Абрамс (103-103), Шерман Кейн (102-104 Альсин), Джэк Обермайер (103-104 Альсин) - оценки после 11-го раунда

В июле 2007 года состоялся бой двух непобежденных боксеров Трэвиса Симмс и Жоашена Альсина. В 9-м раунде Симмс ударил противника и, не удержавшись, упал. Однако рефери отсчитал нокдаун. Симмс с этим не согласился. По итогам 12 раундов судьи единогласно объявили победителем Альсина. Результат был неожиданным, так как фаворитом считался Симмс.